# 格雷厄姆·哈斯克尔
格雷厄姆·哈斯克尔（英語：Graham Haskell，1948年8月30日—），澳大利亚男子田径运动员，主攻短跑。他曾代表澳大利亚参加1974年英联邦运动会田径比赛，获得男子4×100米接力金牌。